# چیائو چیائو
چیائو چیائو (انگلیسی: Chiao Chiao؛ زادهٔ ۶ مارس ۱۹۴۳) بازیگر اهل تایوان است.
از فیلم‌ها یا برنامه‌های تلویزیونی که وی در آن نقش داشته‌است، می‌توان به شمشیرزن یک دست و بازگشت شمشیرزن یک دست اشاره کرد.